# Hansina Uktolseja
Hansina (Hansje) Francina Uktolseja (Hooghalen, 8 oktober 1955 - bij De Punt, 11 juni 1977) was de enige vrouwelijke Molukse kaper van de treinkaping bij De Punt in 1977.
Uktolseja werd geboren in woonoord Schattenberg als dochter van een voormalig KNIL-militair en werkte als tandartsassistente in Assen. Ze had in het geheim een verhouding met Rudi Lumalessil, die later een van de andere kapers zou zijn. De verhouding was volgens het Molukse gewoonterecht verboden omdat beide families te nauw met elkaar verwant waren. Ze zou aan de kaping hebben meegedaan om de relatie te redden.

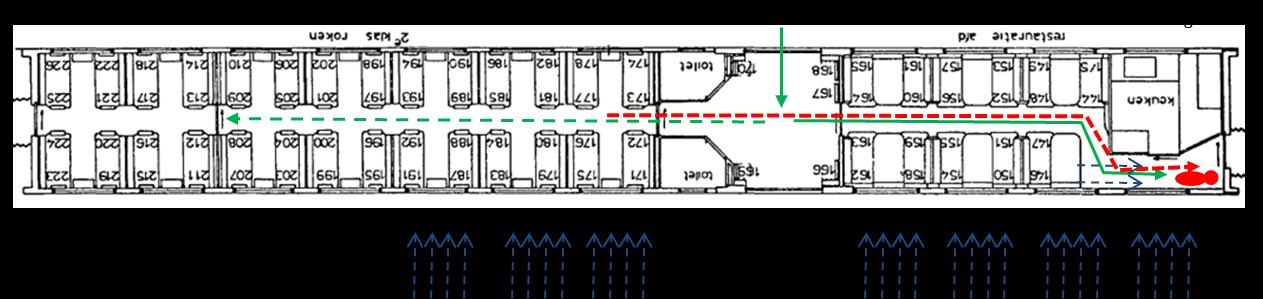
Indeling trein met schematisch de plaats waar Uktolseja omkwam

Uktolseja werd op 11 juni doodgeschoten toen mariniers van de Bijzondere Bijstands Eenheden (BBE) de trein bestormden om een einde aan de kaping maken. Er bestaat onduidelijkheid over het aantal kogels waardoor zij om het leven is gekomen, zo beweert Jaap Scholten in het boek Morgenster dat ze door 128 kogels zou zijn getroffen, maar meldde RTV Drenthe dat zij door 8 kogels om het leven zou zijn gekomen. Samen met de vijf andere omgekomen treinkapers werd ze begraven op begraafplaats De Boskamp in Assen.
De nabestaanden hielden de Staat verantwoordelijk voor de dood van twee Molukse kapers, onder wie Uktolseja, tijdens een zitting in de rechtbank van Den Haag in november 2016.  Volgens de families zijn ze bij de beëindiging van de treinkaping van dichtbij geëxecuteerd door mariniers, terwijl de kapers al waren uitgeschakeld.
Op 25 juli 2018 verklaarde de rechtbank van Den Haag dat de Nederlandse staat niet aansprakelijk is voor de dood van Uktolseja.